# Тега
Тега — река в России. Протекает в Костромской области в к западу от города Нерехта. Длина реки составляет 18 км, площадь водосборного бассейна 77,6 км².
Исток к югу от города Нерехта в окрестностях деревни Отертиково. Течёт на северо-запад, затем поворачивает на север. Протекает через деревни Вогниково, Михеево. Устье реки находится в 15 км по правому берегу реки Нерехта, ниже деревни Выголово.

## Данные водного реестра
По данным государственного водного реестра России относится к Верхневолжскому бассейновому округу, водохозяйственный участок реки — Волга от Рыбинского гидроузла до города Кострома, без реки Кострома от истока до водомерного поста у деревни Исады, речной подбассейн реки — Волга ниже Рыбинского водохранилища до впадения Оки. Речной бассейн реки — (Верхняя) Волга до Куйбышевского водохранилища (без бассейна Оки).
По данным геоинформационной системы водохозяйственного районирования территории РФ, подготовленной Федеральным агентством водных ресурсов:
- Код водного объекта в государственном водном реестре — 08010300212110000011405
- Код по гидрологической изученности (ГИ) — 110001140
- Код бассейна — 08.01.03.002
- Номер тома по ГИ — 10
- Выпуск по ГИ — 0